# Volkswagen Golf I
La Volkswagen Golf I rappresenta la prima generazione della Golf, prodotta dalla casa automobilistica tedesca Volkswagen dal 1974 al 1983.
La produzione della Golf I cabriolet finì nel 1993 e in Sudafrica le ultime Citi vennero prodotte nel 2009.

## Profilo e storia

### Genesi e debutto
All'inizio degli anni settanta, il gruppo Volkswagen stava attraversando la più grave crisi della sua storia. Alcuni modelli sbagliati e la crisi della sua consociata NSU l'avevano ridotta quasi sul lastrico. Quando tutto sembrava perduto, i vertici decisero di giocare l'ultima carta per tentare una ripresa: rimpiazzare il mito del primo dopoguerra, la Volkswagen Maggiolino, con un nuovo modello che ne cambiava totalmente le linee e la filosofia costruttiva, ispirandosi alla Fiat 128. L'auto italiana venne attentamente studiata a Wolfsburg e si decise di riprendere da essa l'impostazione tecnica di base, con motore anteriore trasversale raffreddato ad acqua e trazione anteriore. La nuova utilitaria doveva essere economica, funzionale, piacevole ed elegante. Il progetto prevedeva inoltre di lanciare il modello nel 1974 e di sfruttare le economie di scala: i motori e alcune parti meccaniche infatti dovranno essere comuni per vari modelli del gruppo VAG. La meccanica della nuova vetture era completamente nuova: motori con albero a camme in testa e cinghia dentata, sospensioni anteriori MacPherson e posteriori a ruote interconnesse.

### Design ed interni

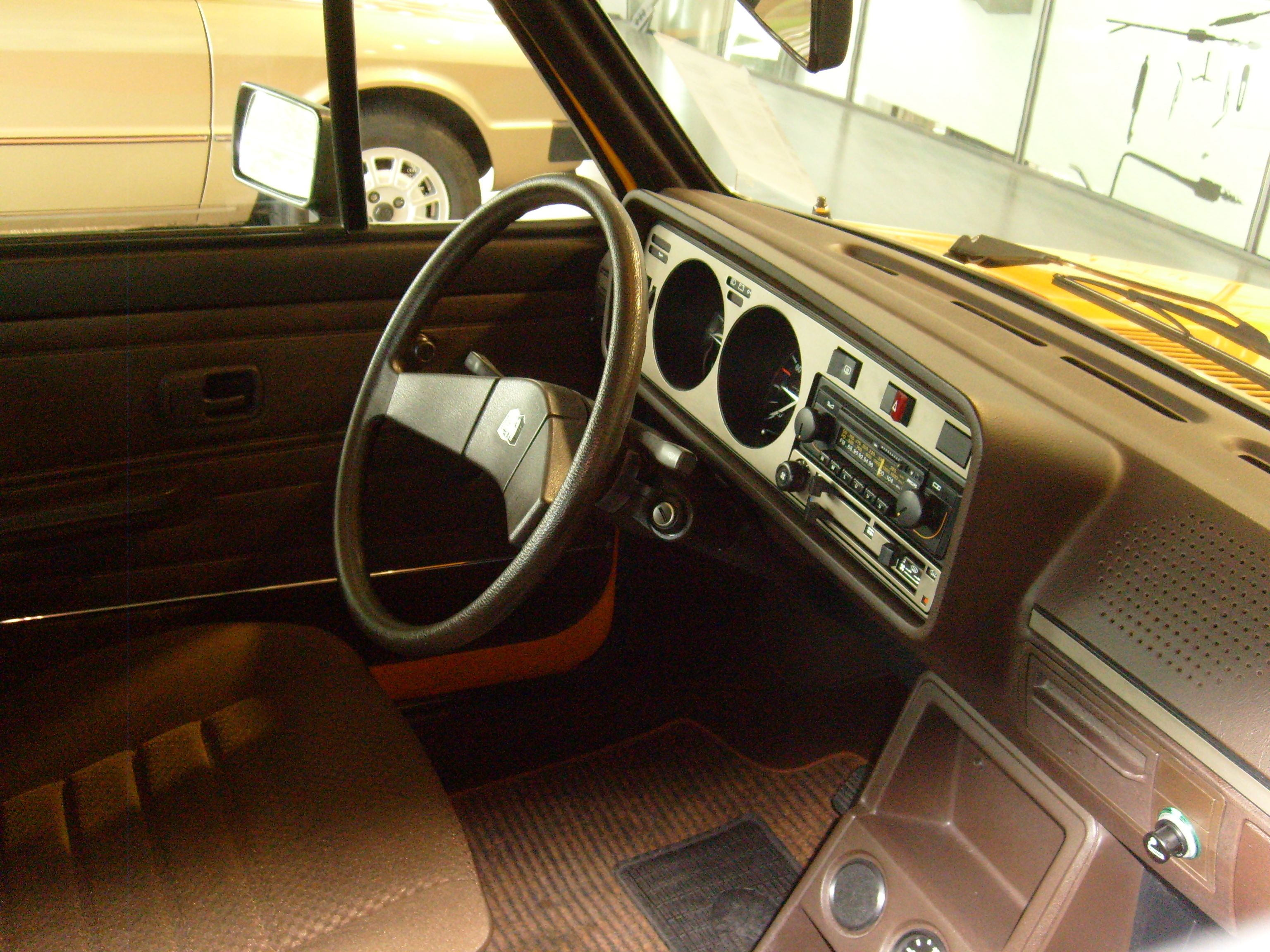
Interni di una Volkswagen Golf I Serie

Per il design la Volkswagen si affidò all'estro stilistico di Giorgetto Giugiaro. Questo, recandosi a Wolfsburg per presentare i bozzetti del disegno della futura Golf, vide nel reparto progettazione Volkswagen una Fiat 128 completamente smontata; pare che i tecnici tedeschi ritenessero infatti che la berlina FIAT fosse il miglior esempio di "auto medio piccola" moderna. Giugiaro, tuttavia, scelse la formula dei due volumi con portellone posteriore, carrozzeria diffusa soprattutto in Francia, disegnando poi una carrozzeria semplice e fresca. La direzione della Volkswagen approvò la proposta, suggerendo solo piccole modifiche.

### Struttura, meccanica e motorizzazioni

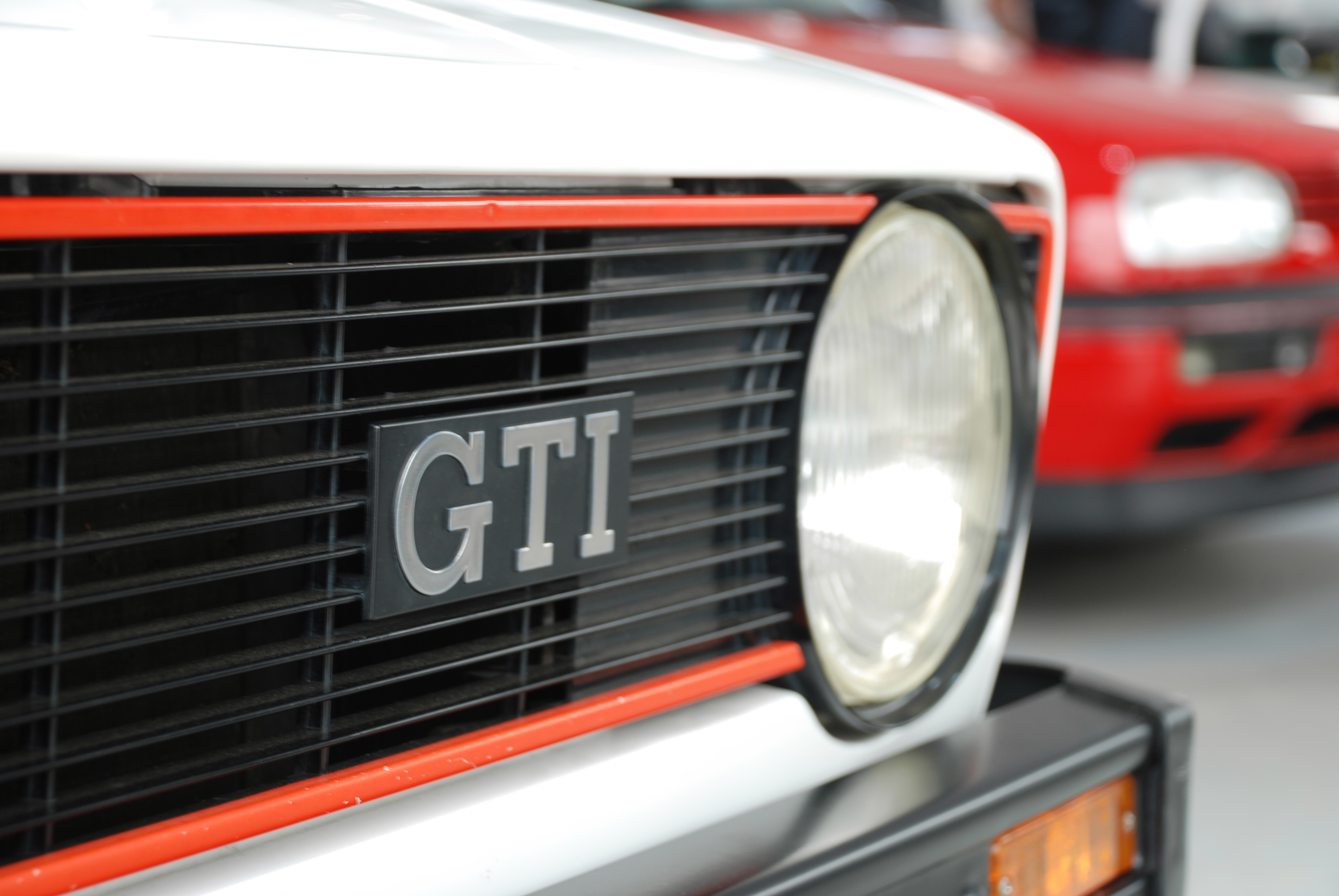
Dettaglio del logo GTI

In termini tecnici la Volkswagen Golf ha adottato soluzioni, sia in termini di meccanica che di carrozzeria, già presenti in altre auto della sua categoria. La Golf, tuttavia, è stata il primo modello a proporre insieme la trazione anteriore, la distribuzione con albero a camme in testa e cinghia dentata, la carrozzeria a due volumi con portellone e sedili posteriori ribaltabili, una qualità superiore alla media e un'estetica moderna, elegante e sportiva. La progettazione è avvenuta in parallelo con altri modelli del gruppo VAG, con cui condivide meccanica e componenti. La sicurezza attiva e passiva è all'avanguardia e l'abitabilità è buona rispetto alle dimensioni esterne. I motori sono strutturalmente identici, ma appartengono a tre diverse famiglie: la prima comprende i 1100 e i 1300 a benzina che equipaggiano anche la Polo e l'Audi 50; la seconda i 1500, i 1600 e i 1800 a benzina, “big block” adatti anche alla collocazione longitudinale e poco differenti dai motori più piccoli; la terza i diesel, che derivano strettamente dai quattro cilindri a benzina più grandi. La Golf prima serie aveva due tipi di cambi a 5 marce; il primo aveva una quinta marcia surmoltiplicata per risparmiare carburante (cambio 4+E da definizione Volkswagen) ed era montato sui motori 1.500 e 1.6 Diesel; il secondo aveva la quinta in presa diretta, in modo da avere una quarta più corta e migliorare la ripresa ed era montato sulla GTI. Sui modelli di modesta potenza era disponibile solo un cambio a 4 marce, con l'ultima marcia sempre studiata per risparmiare carburante (3+E). Le sospensioni anteriori seguono lo schema McPherson con braccio a terra negativo, mentre posteriormente è stato adottato uno schema a bracci longitudinali interconnessi, che garantiscono ingombri contenuti e una buona tenuta. Lo sterzo è a cremagliera ed è identico per tutti i modelli.

### Evoluzione

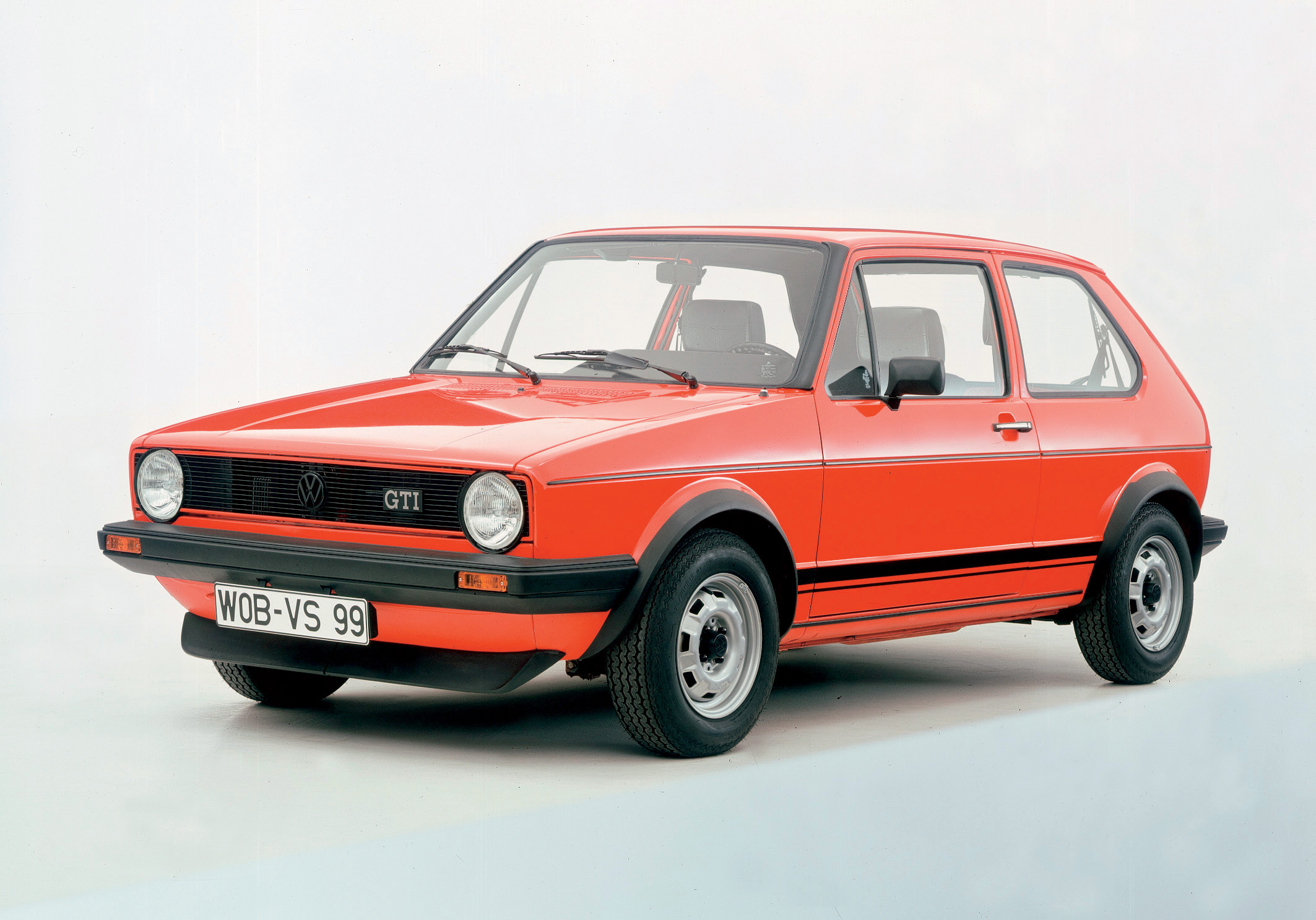
Volkswagen Golf I GTI del 1975

Nella primavera 1974 la nuova vettura viene presentata alla stampa. Al debutto è ordinabile con due carrozzerie (3 e 5 porte), due motori (1100 cm³ da 50 CV con 140 km/h di punta e 1500 cm³ da 70 CV con 158 km/h di punta) e due allestimenti (base e L). I prezzi sono tuttavia abbastanza elevati nonostante le prime Golf abbiano una dotazione piuttosto essenziale: ad esempio, la pompa lavavetro è a pedale, meccanica, e i freni sono a tamburo per il modello 1100 base; tergilunotto, termometro acqua, spia del freno a mano, ventola a 2 velocità sono previsti solo come optional o di serie per alcuni modelli. La dotazione è però integrabile con una vasta gamma di accessori a richiesta che consentono di realizzare una Golf su misura. La stampa loda l'estetica, la tenuta di strada e le finiture, anche se le prestazioni sono nella media. L'auto comunque incontra il gusto del pubblico. In Italia l'auto arriva solo nel settembre 1974 e le preferenze vanno nella maggior parte dei casi alla versione 1100 L con carrozzeria a 3 o a 5 porte. Nei primi due anni la casa apporta solamente qualche modifica di dettaglio, come l'introduzione dei freni a disco anteriori con servofreno per le versioni 1100.
Al Salone dell'automobile di Francoforte del 1975 viene presentata la Golf GTI: essa monta il 1600 da 110 CV dell'Audi 80 GTE e promette prestazioni elevate ad un prezzo ragionevole; la casa tuttavia non ne ufficializza la produzione. Nel frattempo il 1500 lascia il posto ad un 1600 (1600 cm³– 75 CV – 160 Km/h). L'estate successiva la Volkswagen avvia la produzione della GTI inizialmente in 5000 esemplari, che vengono però ordinati in meno di due mesi. Nel 1976, ai saloni di Parigi e Torino, viene presentata la gamma 1977: debuttano la GTI, l'allestimento GL (che in Italia sostituisce le versioni L, mentre altrove si aggiunge alle versioni esistenti) e un nuovo motore diesel (1500 cm³– 50 CV – 140 km/h). Alla fine del 1977 vengono introdotte alcune lievi modifiche, infatti esce della gamma il 1600, rimpiazzato dal precedente 1500.
Le prime importanti modifiche si possono osservare nel restyling dell'autunno del 1978: i paraurti in plastica sostituiscono quelli in metallo e le GTI vengono dotate di un econometro per la misurazione del consumo istantaneo. Al salone dell'automobile di Ginevra del 1979 debutta la Golf Cabriolet, disponibile con i motori 1100, 1500 e 1600 a iniezione. Alla fine del 1979 debuttano la versione a tre volumi (Jetta) e un nuovo motore, un 1300 da 60 CV, che in Italia sostituisce il 1500 (anche se continua a essere importata la 1500 con il cambio automatico); la GTI adotta inoltre un cambio a 5 marce.

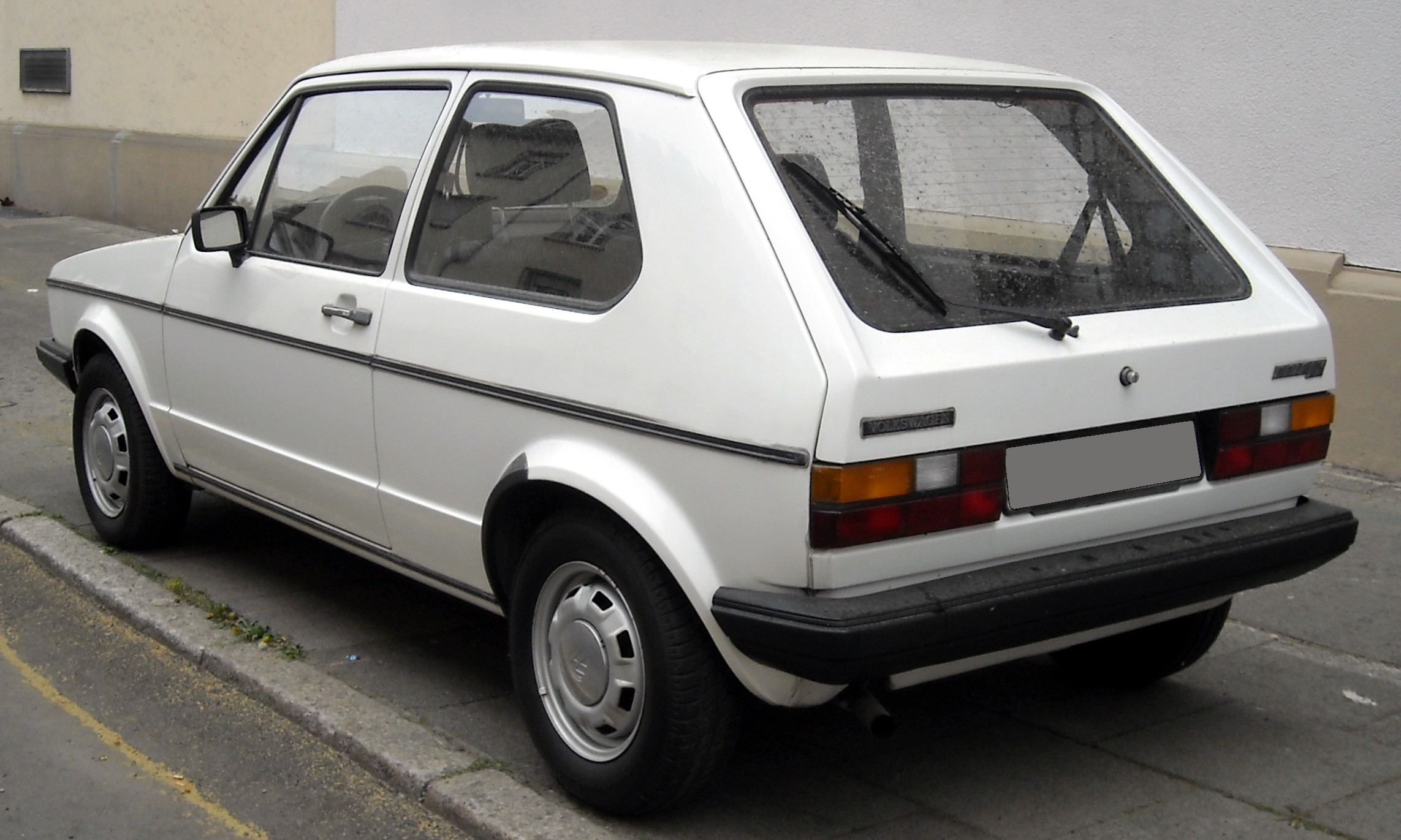
Posteriore di una Golf I dopo il restyling del 1980

Nell'autunno 1980 la Golf è sottoposta ad un altro restyling: esteriormente cambiano i fari, che diventano più grandi, ma solo nelle berline, mentre interiormente l'abitacolo è interamente nuovo (cambiano infatti sedili, plancia e pannelli porta). Il motore diesel passa a 1600 cm³ con 54 CV di potenza che portano la vettura a una punta massima di 143 km/h. I modelli 1100 e diesel sono poi disponibili nella versione Formel E, con accorgimenti aerodinamici, rapporti della trasmissione e regolazioni del motore finalizzati alla riduzione dei consumi (questa versione non è tuttavia importata in Italia). Nel 1981 debuttano nuovi allestimenti, denominati C, CL (non importato in Italia) e GL, e un arricchimento delle dotazioni di serie. Inoltre debutta a richiesta il cambio a 5 marce sulle diesel, viene importata in Italia la versione Formel E per la 1100 e nel 1982 esordisce la Golf pickup, denominata Caddy. 

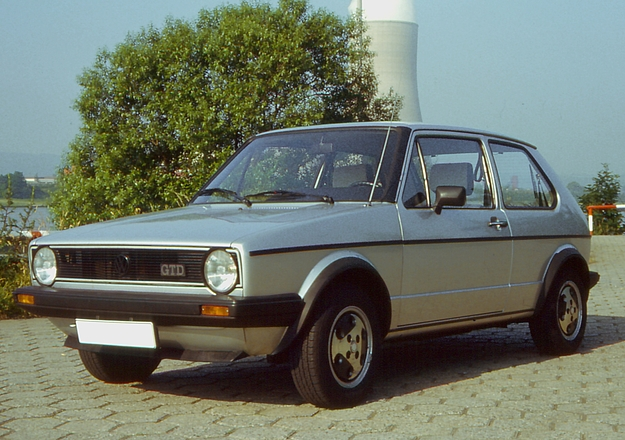
VW Golf I Serie GTD

Sempre nel 1982, al Salone di Ginevra, debutta la Golf GTD, simile alla GTI ma equipaggiata con un turbodiesel di 1600 cm³, con 70 CV, che consente alla vettura di raggiungere i 155 km/h e di eguagliare in prestazioni una media a benzina. Le vendite iniziano poco prima dell'estate e questa versione è molto apprezzata dal pubblico. Il motore turbodiesel, in alcuni mercati (non in quello italiano), è anche disponibile negli allestimenti più economici C, CL e GL. Nell'autunno 1982 le GTI e le cabriolet GLI adottano un nuovo motore 1800 cm³ con soli due cavalli in più, ma con un forte incremento di coppia; tali versioni inoltre sono dotate di un nuovo computer di bordo. Nel 1983 la produzione della Golf I si avvia al termine e per risvegliare l'interesse della clientela, Volkswagen presenta due nuove versioni molto accessoriate: la LX e la GX, derivate dalla L e dalla GL. Debuttano in Italia anche nuove versioni per la GTI e per la cabriolet, denominate Fioriserie. Nell'autunno 1983 cessa la produzione delle versioni normali: le versioni GTI, GTD e Jetta vengono prodotte fino ai primi mesi dell'anno successivo, il Caddy fino al 1992 e la Cabriolet fino al 1993; la produzione della berlina continua poi in Sudafrica per i mercati locali fino al 2009.

## Versioni derivate

### Volkswagen Caddy

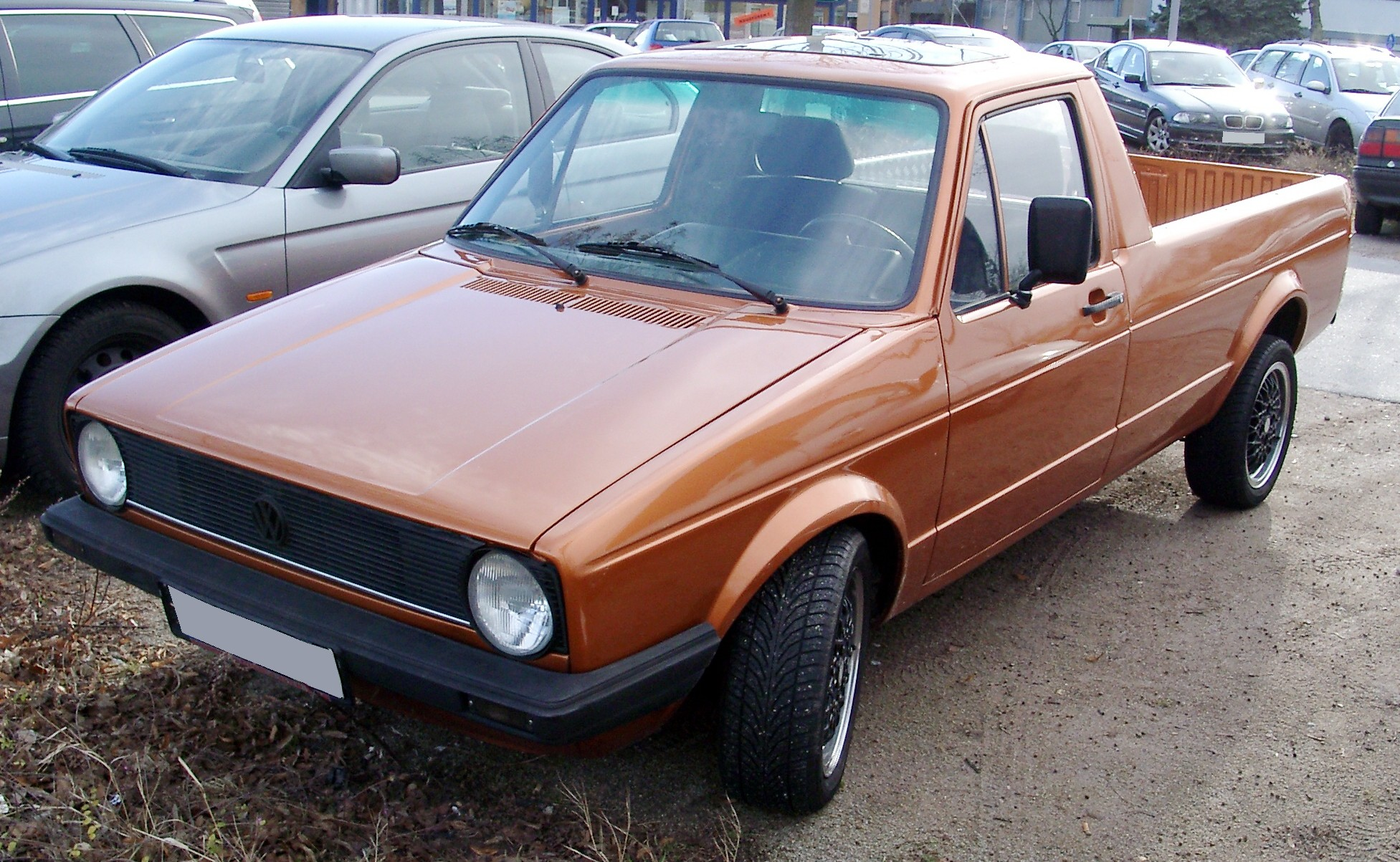
Un Volkswagen Caddy

Si tratta di un pick-up derivato dalla Golf, della quale mantiene inalterata la parte anteriore fino al montante centrale. Posteriormente vi è un ampio cassone che può essere coperto a richiesta da un hard-top di vetroresina. Meccanicamente è identico alla berlina ma presenta sospensioni diverse per favorire la capacità di carico. Per l'Italia l'unico motore disponibile è il 1600 diesel aspirato da 54 CV, mentre in altri paesi monta anche i 1500, i 1600 e i 1800. Questo modello è stato prodotto tra il 1982 e il 1992, ma la produzione in Sudafrica è proseguita fino al 2006

### Volkswagen Golf Van
Si tratta della versione commerciale della Golf a tre porte, prodotta dal settembre 1979. Le modifiche sono limitate: pannelli metallici nel colore della carrozzeria al posto dei vetri laterali posteriori, eliminazione del divano posteriore e aggiunta di un divisorio dietro ai sedili anteriori. L'unico allestimento è quello base (C dal settembre 1981) mentre i motori sono i 1100 a benzina (non disponibili in Italia) e i diesel aspirati.

### Volkswagen Golf Cabriolet

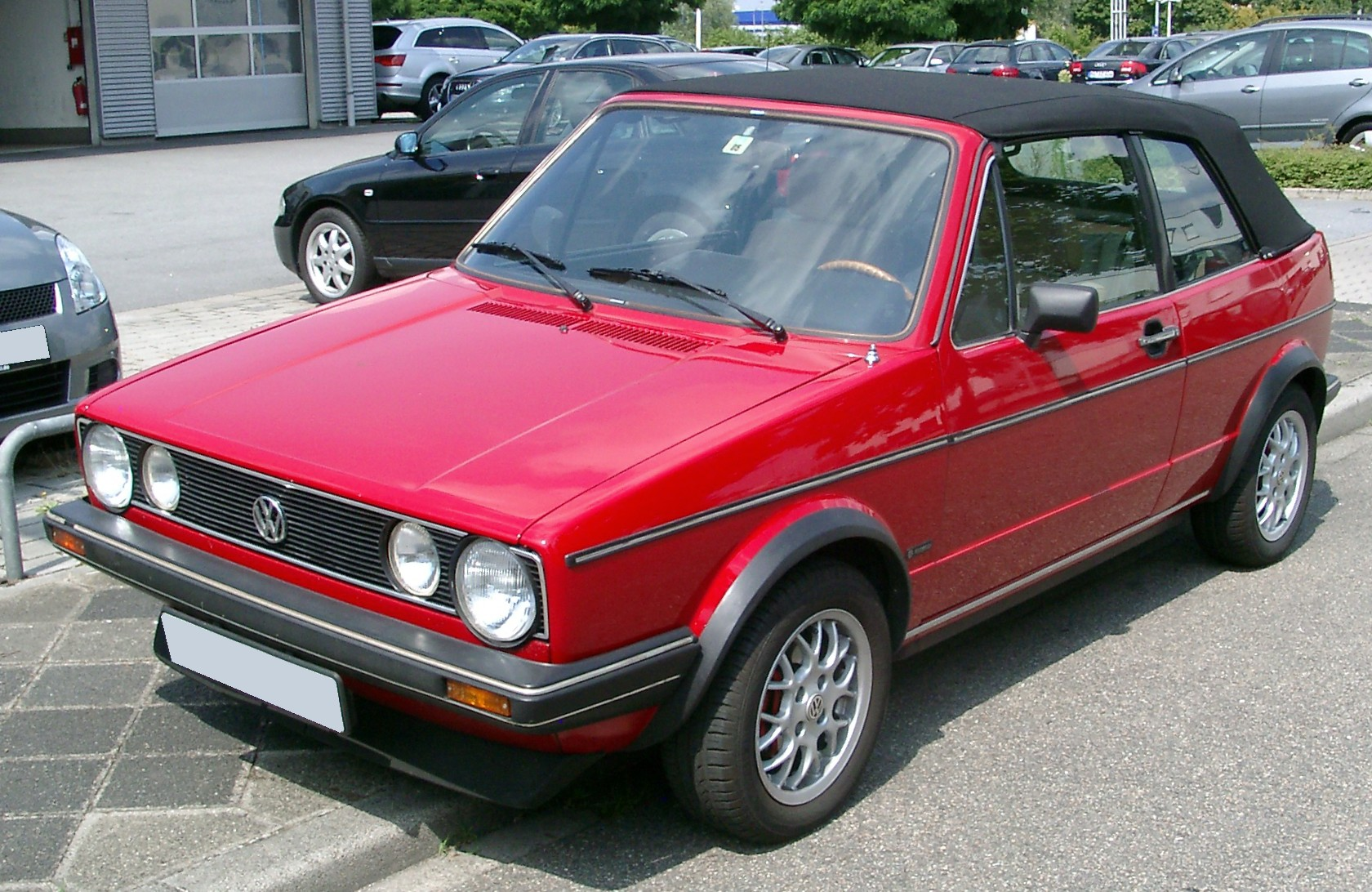
Una Volkswagen Golf Cabriolet prima serie

I primi studi per una Golf aperta risalgono all'entrata in produzione della Golf normale: la progettazione avviene in collaborazione con la Karmann, storico partner della casa per la produzione di auto scoperte. Nel 1976 viene presentato il primo prototipo: ha la capote ad apertura totale senza roll-bar, le portiere prive della cornice superiore e l'attacco superiore delle cinture di sicurezza anteriori collocato subito dietro la porta. Naturalmente non vi è il portellone posteriore ma solo un piccolo cofano con apertura a filo paraurti. La rigidità della scocca è garantita riprogettando completamente la vasca dell'abitacolo (rimangono in comune con la berlina solo frontale e parabrezza). Le norme di sicurezza però impongono crash test sempre più severi e difficili da rispettare, in particolare per le cabriolet a quattro posti. Viene così deciso di riprogettare la scocca inserendo un rollbar centrale su cui vengono anche agganciate le cinture di sicurezza anteriori.
La Golf Cabriolet che viene presentata al pubblico è molto simile al prototipo, eccezion fatta per l'aggiunta del rollbar e della coda e del cofano del bagagliaio ridisegnati. La capote, di ottima qualità, è a cinque strati ed è dotata di lunotto in vetro con resistenze termiche. A livello di meccanica non vi è molta differenza dalle versioni berlina tranne un leggero calo di prestazioni dovuto all'aumento di peso (circa 130 kg). Questa versione inizialmente è disponibile con motori 1100, 1500 e 1600 a iniezione nel solo allestimento GL (denominato GLI per la 1600), che tuttavia è più ricco del GL della berlina. Con il restyling del 1980 arriva la nuova plancia, ma non i nuovi fari posteriori perché incompatibili con la forma del baule. Vengono poi introdotti dei sedili posteriori ribaltabili e una capote leggermente meno ingombrante in versione aperta. La gamma delle cabriolet segue quella della berlina fino al 1983. Nel 1984 i motori 1100 e 1500 vengono sostituiti da un 1300 (55 CV – 135 km/h) e da un 1600 (75 CV – 154 km/h); per alcuni mercati viene poi introdotto un 1800 a carburatore con 90 CV. Nel 1985 debuttano due motori catalizzati, non importati in Italia: un 1600 da 70 CV e un 1800 a iniezione con 95 CV. Nel 1986 esce di produzione la 1300, mentre l'anno seguente l'auto è sottoposta a un leggero restyling: debuttano nuovi paraurti più avvolgenti e in colore della carrozzeria e nuovi allestimenti: rimane il GL per la 1600, a cui si aggiunge il Quartett (disponibile inizialmente per la sola 1800). Alla fine del 1990 la gamma viene completamente rivista:  gli allestimenti sono Youngline (basico e riservato alla 1600), Sportline (1600 e 1800) e Classicline (con capote elettrica e interni in pelle e riservato alla 1800). Successivamente l'unico motore disponibile è un nuovo 1800 a iniezione catalizzato (con 98 CV e 166 km/h di punta), fino alla fine della produzione nell'estate 1993.

## Motorizzazioni

### Versione berlina
| Modello              | Disponibilità | Motore  | Cilindrata (cm³) | Potenza        | Coppia Massima (Nm) | Emissioni CO2 (g/Km) | 0–100 km/h (secondi) | Velocità max (Km/h) | Consumo medio (Km/l) |
| 1100                 | 1974-1983     | Benzina | 1093             | 37 kW (50 Cv)  | 79                  | n.d                  | n.d                  | 138                 | 12.0                 |
| 1300                 | 1979-1983     | Benzina | 1272             | 44 kW (60 Cv)  | 93                  | n.d                  | n.d                  | 149                 | 12.0                 |
| 1500                 | 1974-1975     | Benzina | 1471             | 51 kW (70 Cv)  | 112                 | n.d                  | n.d                  | 160                 | n.d                  |
| 1500                 | 1978-1983     | Benzina | 1457             | 51 kW (70 Cv)  | 108                 | n.d                  | n.d                  | 160                 | n.d                  |
| 1600                 | 1975-1977     | Benzina | 1588             | 51 kW (75 Cv)  | 117                 | n.d                  | n.d                  | 162                 | n.d                  |
| 1600 GTI             | 1976-1982     | Benzina | 1588             | 81 kW (110 Cv) | 137                 | n.d                  | n.d                  | 180                 | n.d                  |
| 1800 GTI             | 1982-1983     | Benzina | 1781             | 82 kW (112 Cv) | 153                 | n.d                  | n.d                  | 183                 | 12.4                 |
| 1500 Diesel          | 1976-1981     | Diesel  | 1471             | 35 kW (48 Cv)  | 80                  | n.d                  | n.d                  | 140                 | n.d                  |
| 1600 Diesel          | 1981-1983     | Diesel  | 1588             | 40 kW (54 Cv)  | 104                 | n.d                  | n.d                  | 143                 | 15.3                 |
| 1600 Turbodiesel GTD | 1982-1983     | Diesel  | 1588             | 51 kW (70 Cv)  | 130                 | n.d                  | n.d                  | 155                 | 16.8                 |

### Versione cabriolet
| Modello    | Disponibilità | Motore  | Cilindrata (cm³) | Potenza        | Coppia Massima (Nm) | Emissioni CO2 (g/Km) | 0–100 km/h (secondi) | Velocità max (Km/h) | Consumo medio (Km/l) |
| 1100       | 1979-1985     | Benzina | 1093             | 37 kW (50 Cv)  | 79                  | n.d                  | n.d                  | 133                 | 12.0                 |
| 1300       | 1979-1985     | Benzina | 1272             | 44 kW (60 Cv)  | 93                  | n.d                  | n.d                  | 149                 | 12.0                 |
| 1500       | 1979-1985     | Benzina | 1457             | 51 kW (70 Cv)  | 108                 | n.d                  | n.d                  | 150                 | n.d                  |
| 1600       | 1979-1985     | Benzina | 1588             | 81 kW (110 Cv) | 140                 | n.d                  | n.d                  | 172                 | n.d                  |
| 1600       | 1983-1992     | Benzina | 1595             | 51 kW (75 Cv)  | 125                 | n.d                  | n.d                  | 154                 | n.d                  |
| 1800i      | 1982-1983     | Benzina | 1781             | 82 kW (112 Cv) | 153                 | n.d                  | n.d                  | 173                 | 12.4                 |
| 1800i cat. | 1982-1983     | Benzina | 1781             | 72 kW (98 Cv)  | 143                 | n.d                  | n.d                  | 166                 | 12.4                 |